# (52344) Yehudimenuhin
(52344) Yehudimenuhin est un astéroïde de la ceinture principale.

## Description
(52344) Yehudimenuhin est un astéroïde de la ceinture principale. Il fut découvert le 18 décembre 1992 à Caussols par Eric Walter Elst. Il présente une orbite caractérisée par un demi-grand axe de 3,13 UA, une excentricité de 0,08 et une inclinaison de 23,3° par rapport à l'écliptique.

## Origine du nom
L'astéroïde est nommé en l'honneur du violoniste et chef d'orchestre Yehudi Menuhin (1916-1999).

## Compléments